# Istočni indoarijski jezici
Istočni indoarijski jezici (indoarijski jezici istočne zone), istočna skupina indoarijskih jezika koji su proizašli iz magadhi prakrita. Govore se na području Indije i Bangladeša, te još nekih susjednih država: Nepal i Burma.
Prema suvremenoj klasifikaciji dijele se na tri uže podskupine: a) bengalsko-asamska s 19 jezika u Zapadnom Bengalu, Assamu i Bangladešu; b) biharska s 12 jezika, čije je središte država Bihar; c) oriyska s 8 jezika, a središte je država Orissa. Pripadaju joj i još neki pobliže neklasificirani jezici: bote-majhi [bmj] (Nepal); buksa [tkb] (Indija); degaru [dgu] (Indija); chitwania tharu [the] (Nepal); kochila tharu [thq] (Nepal) i rana tharu [thr] (Nepal).

## Vanjske poveznice
- Ethnologue (14th)
- Ethnologue (15th)